# Mesenchym
Mesenchym (griech., ‚das Mittenhineingegossene‘) bildet zusammen mit dem gallertigen Bindegewebe das embryonale Bindegewebe. Aus dem Mesenchym, welches häufig auch als mesenchymales Bindegewebe bezeichnet wird, entwickelt sich:
- lockeres, straffes und retikuläres Bindegewebe
- Knochen und Knorpel
- glatte Muskulatur und Herzmuskel
- Niere und Nebennierenrinde
- blutbildendes System, Blut- und Lymphgefäße

## Aufbau
Mesenchym besteht aus sternförmig verzweigten Zellen, die als Mesenchymale Stammzellen, mesenchymale stromale Zellen oder Mesenchymzellen bezeichnet werden. Sie stehen über Zytoplasmafortsätze miteinander in mechanischer und kommunikativer Verbindung. Mesenchymale Stammzellen besitzen eine hohe Teilungsrate (Mitoserate) und werden als multipotent bezeichnet, da sie sich in viele verschiedene Gewebe differenzieren können.
Die Zwischenzellsubstanz besteht im Wesentlichen aus einer viskösen, hyaluronsäurehaltigen Flüssigkeit.
Sie enthält erst ab der 8. Entwicklungswoche Kollagenfibrillen, aber  keine Fasern.  Damit unterscheidet sich Mesenchym deutlich von ausdifferenziertem Bindegewebe, das eine meist faserhaltige Zwischenzellsubstanz bildet, die die Eigenschaften des Gewebes ausmacht.

## Histogenese
Mesenchym kommt im menschlichen Embryo ab der 3. Entwicklungswoche vor. Es entsteht durch Loslösung von Zellen aus den Keimblättern des Embryos, vor allem aus dem Mesoderm, aber auch aus bestimmten Anteilen des Ektoderms (Neuralleiste) und Entoderms (Prächordalplatte).

## Erkrankungen
Tumoren, die aus dem Mesenchym entstehen, nennt man Mesenchymome. Bösartige Tumoren von Geweben mesenchymalen Ursprungs werden als Sarkome bezeichnet.

## Therapieforschung
Im Rahmen der Stammzellforschung wird geprüft, in welchem Maße Mesenchymzellen genutzt werden können, um degenerativ erkrankte Organe mesenchymaler Herkunft zu therapieren.

Siehe auch: Adulte Stammzellen und Therapiemöglichkeiten